# Viliam Široký
Viliam Široký (31 de maio de 1902 - 6 de outubro de 1971) foi um importante político comunista da Checoslováquia, sendo primeiro-ministro entre 1953 e 1963, e servindo brevemente como presidente interino da Checoslováquia após a morte de Antonín Zápotocký de 13 de novembro a 19 de novembro de 1957. Atuou também como o líder do Partido Comunista da Eslováquia entre 1945 e 1954. De acordo com o historiador francês Muriel Blaive, ele era um húngaro étnico.